# Béla Halász
Béla Halász (* 4. Juli 1927 in Kalaznó; † 7. März 2019) war ein ungarischer Anatom und Endokrinologe.
Halász erwarb 1954 von der Universität Pécs einen MD, DSci als Abschluss des Medizinstudiums. Anschließend arbeitete er bei János Szentágothai in der Anatomie derselben Universität, wo er 1972 einen D.Sc. erwarb und auch selbst eine Professur erhielt. 1965/65 verbrachte er ein Auslandsjahr bei Charles H. Sawyer und Roger A. Gorski an der University of California, Los Angeles. 1971 wurde Halász Professor für Anatomie an der Semmelweis-Universität in Budapest, wo er von 1973 bis 1979 auch Vize-Rektor der Universität war.
Halász konnte wesentliche Beiträge zur nervalen Kontrolle des Hypophysenvorderlappens leisten. Gemeinsam mit Szentágothai schlug er eine interne Rückkopplung der Hypophysenhormone vor. Außerdem konnte er zeigen, dass zwischen Nebennierenrinde und Hypothalamus eine funktionelle Verbindung besteht. Er entwickelte Techniken zur gezielten Denervierung einzelner Teile der Neurohypophyse. Halász erschloss, dass in der Regulation des Hypophysenvorderlappens auf einer ersten Ebene Releasing-Hormone und Release-Inhibiting-Hormone wirksam sind und auf einer zweiten Ebene nervale Verbindungen.
Béla Halász veröffentlichte 120 wissenschaftliche Publikationen. Zu seinen Monografien zählen Hypothalamic Control of the Anterior Pituary (mit Szentágothai, Béla Flerkó und B. Mess, 1962) und The Dopaminergic system (1985).
Halász war mit einer Ärztin verheiratet und hatte zwei Töchter.

## Auszeichnungen (Auswahl)
- 1976 Ulf-von-Euler-Preis der International Society of Endocrinology
- 1985 Ordentliches Mitglied der Ungarischen Akademie der Wissenschaften[1]
- 1988 Ausländisches Ehrenmitglied der American Academy of Arts and Sciences[2]
- 1991 Mitglied der Academia Europaea[3]
- 2017 Ungarischer Verdienstorden (Kommandeur mit Stern)
- Ehrendoktor der Medizinischen Universität Łódź

## Links und Verweise
Literatur
- Pioneers in Neuroendocrinology II. In: Joseph Meites (Hrsg.): Perspectives in Neuroendocrine Research. Band 2. Springer, 2012, ISBN 978-1-4613-4027-0, S. 241 (englisch, eingeschränkte Vorschau in der Google-Buchsuche [abgerufen am 24. Dezember 2018]).
- Gerhard Bettendorf: Zur Geschichte der Endokrinologie und Reproduktionsmedizin. Springer, 2013, ISBN 978-3-642-79152-9, Halász, Béla, S. 208–209 (englisch, eingeschränkte Vorschau in der Google-Buchsuche [abgerufen am 24. Dezember 2018]).

Weblinks
- Béla Halász. In: prabook.com. Abgerufen am 24. Dezember 2018 (englisch).
- Eszter Kerestez: Dr. Halász Bélát köszöntötték 90. születésnapján (Ehrung zum 90. Geburtstag). In: semmelweis.hu. Semmelweis-Universität, abgerufen am 24. Dezember 2018 (ungarisch).

Einzelnachweise
1. ↑  Köztestületi tagok: Halász Béla. In: mta.hu. 27. Juli 2004, abgerufen am 24. Dezember 2018 (ungarisch).
2. ↑  Book of Members 1780–present, Chapter H. (PDF; 1,3 MB) In: amacad.org. American Academy of Arts and Sciences, abgerufen am 24. Dezember 2018 (englisch).
3. ↑  Ilire Hasani, Robert Hoffmann: Academy of Europe: Halász Béla. In: ae-info.org. 12. April 2010, abgerufen am 24. Dezember 2018.

| Personendaten    | Personendaten                        |
| ---------------- | ------------------------------------ |
| NAME             | Halász, Béla                         |
| ALTERNATIVNAMEN  | Halasz, Bela                         |
| KURZBESCHREIBUNG | ungarischer Anatom und Endokrinologe |
| GEBURTSDATUM     | 4. Juli 1927                         |
| GEBURTSORT       | Kalaznó                              |
| STERBEDATUM      | 7. März 2019                         |